# Louis Anne Esprit Rallier
Louis Anne Esprit Rallier est un homme politique français né le 23 septembre 1749 à Montautour (Ille-et-Vilaine) et mort le 4 août 1829 à Fougères (Ille-et-Vilaine).

## Biographie

### Pendant la Révolution française
Fils de Jean-Joseph Rallier des Ourmes, conseiller au présidial de Rennes, et de Françoise-Pélagie Huguet, il est capitaine du génie au moment de la Révolution. Il quitte l'armée et devient officier municipal à Fougères en 1793.
Le 3 novembre 1793, Rallier est capturé par les Vendéens pendant la bataille de Fougères. Il refuse les offres faites par les officiers royalistes de rejoindre l'Armée catholique et royale, mais il est rapidement relâché,. Après le départ des Vendéens de Fougères, Rallier, l'officier municipal Lemeunier-Godinière et le médecin Le Breton sont délégués à Rennes pour rendre compte de la situation de la ville,. Mais, étant porteurs de laissez-passer signés par le chef royaliste Hippolyte Putod, les trois hommes apparaissent suspects aux yeux du comité de surveillance, qui les fait arrêter et les envoie devant la commission militaire révolutionnaire,,,. Ils sont cependant remis en liberté quelques jours plus tard sur les instances des administrateurs du district de Fougères alors réfugiés à Rennes,.
Il est élu au conseil des Anciens le 25 vendémiaire an IV. Le 28 germain an VII, il passe au conseil des Cinq-Cents.
Proche du révolutionnaire et abolitionniste haïtien Toussaint Louverture, il soutient son action depuis la métropole, voyant en lui un allié de la République française qui permettrait à l'île de Saint-Dominique de rester dans sa zone d'influence.En 1798, alors que l'économie de l'île des Caraïbes est en ruine en raison de la guerre civile provoquée par la révolution haïtienne, Louis Anne Esprit Rallie déclare à Paris :
« Le plus grand malheur qui peut arriver à Saint-Domingue serait que les cultivateurs dégoûtés du travail par l'impossibilité de réaliser des bénéfices abandonnent tout à fait la culture  C'est alors que l'on pourrait regarder cette belle colonie perdue sans retour pour la France. Il est donc indispensable que la colonie se conserve au dehors quelques relations commerciales avec la France, avec ses ennemis, ou avec des puissances neutres. »

### Sous le Premier Empire
Rallié à Bonaparte après le coup d'État du 18 Brumaire, il est député au corps législatif, siégeant toute la durée de l'Empire. Il est fait chevalier d'Empire le 11 juin 1810.
À la Restauration, il accueille favorablement le retour de Louis XVIII. Il obtient les fonctions de président du collège électoral de l'arrondissment de Fougères et la croix de chevalier de la Légion d'honneur. Il est de nouveau député d'Ille-et-Vilaine, de 1827 à 1829, siégeant avec l'opposition libérale. S'occupant d'histoire locale, il est membre de l'académie celtique.

## Sources
« Louis Anne Esprit Rallier », dans Adolphe Robert et Gaston Cougny, Dictionnaire des parlementaires français, Edgar Bourloton, 1889-1891 [détail de l’édition]